# Balón de Oro 1987

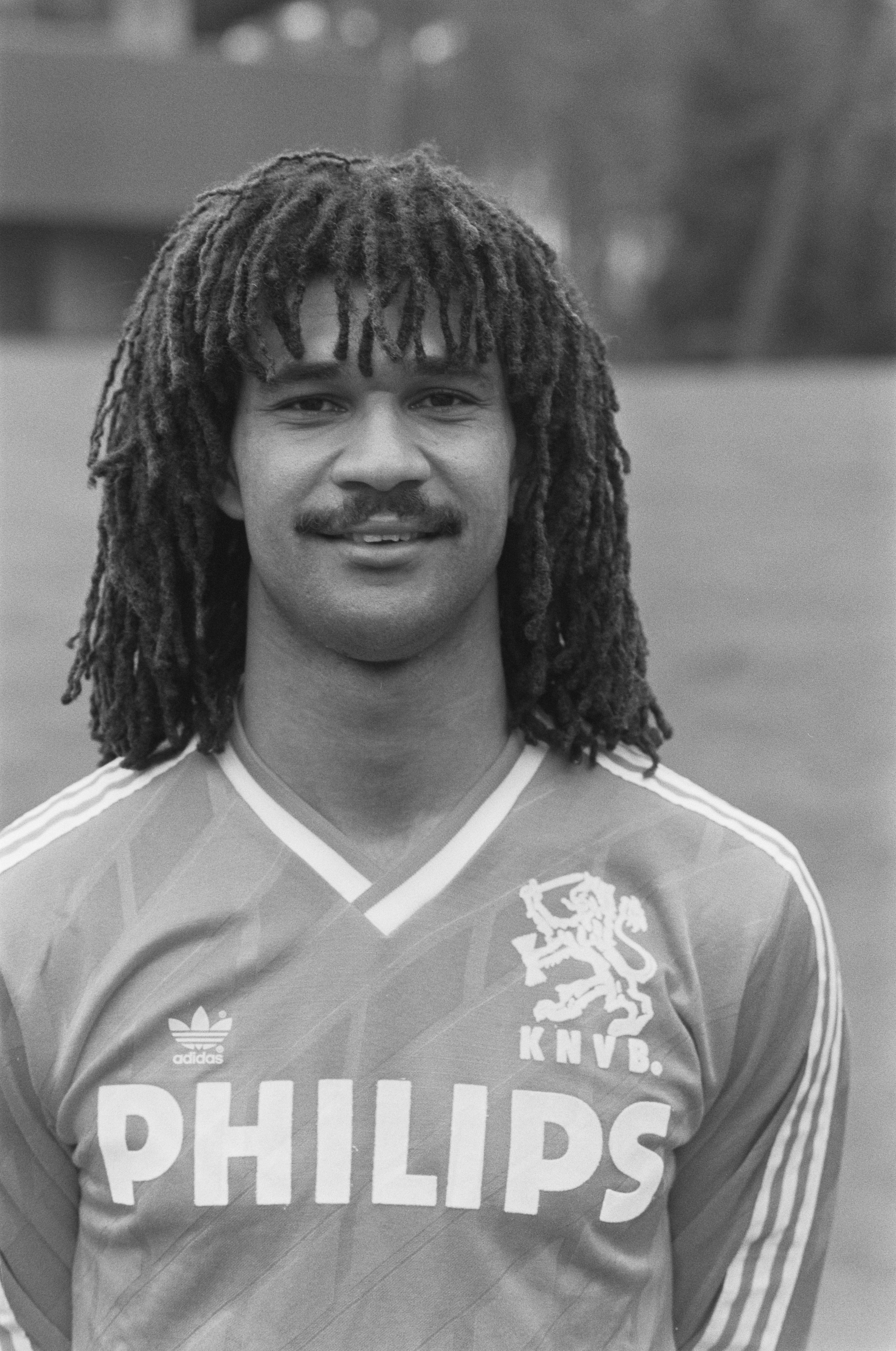
Ruud Gullit en el PSV

La edición de 1987 del Balón de Oro, 32.ª edición del premio de fútbol creado por la revista francesa France Football, fue ganada por el neerlandés Ruud Gullit (PSV Eindhoven / Milan).
El jurado estuvo compuesto por 27 periodistas especializados, de cada una de las siguientes asociaciones miembros de la UEFA: Albania, Alemania Occidental, Alemania Oriental, Austria, Bélgica, Bulgaria, Checoslovaquia, Dinamarca, Escocia, España, Finlandia, Francia, Grecia, Hungría, Inglaterra, Irlanda, Italia, Luxemburgo, Países Bajos, Polonia, Portugal, Rumanía, Suecia, Suiza, Turquía, Unión Soviética y Yugoslavia.
El resultado de la votación fue publicado en el número 2177 de France Football, el 29 de diciembre de 1987.

## Sistema de votación
Cada uno de los miembros del jurado elige a los que a su juicio son los cinco mejores futbolistas europeos. El jugador elegido en primer lugar recibe cinco puntos, el elegido en segundo lugar cuatro puntos y así sucesivamente.
De esta forma, se repartieron 405 puntos, siendo 135 el máximo número de puntos que podía obtener cada jugador (en caso de que los 27 miembros del jurado le asignaran cinco puntos).

## Clasificación final
| Puesto | Jugador              | Equipo                               | Votos | Votos | Votos | Votos | Votos | Votos | Puntos |
| Puesto | Jugador              | Equipo                               | 1º    | 2º    | 3º    | 4º    | 5º    | Total | Puntos |
| ------ | -------------------- | ------------------------------------ | ----- | ----- | ----- | ----- | ----- | ----- | ------ |
| 1º     | Ruud Gullit          | PSV Eindhoven / Milan                | 13    | 6     | 4     | 2     | 1     | 26    | 106    |
| 2º     | Paulo Futre          | Oporto / Atlético Madrid             | 5     | 13    | 4     | 1     |       | 23    | 91     |
| 3º     | Emilio Butragueño    | Real Madrid                          | 4     | 3     | 7     | 3     | 2     | 19    | 61     |
| 4º     | Míchel               | Real Madrid                          | 4     | 2     |       |       | 1     | 7     | 29     |
| 5º     | Gary Lineker         | Barcelona                            |       | 1     | 1     | 2     | 2     | 6     | 13     |
| 6º     | John Barnes          | Liverpool                            | 1     |       | 1     | 1     |       | 3     | 10     |
|        | Marco van Basten     | Ajax / Milan                         |       |       | 2     | 1     | 2     | 5     | 10     |
| 8º     | Gianluca Vialli      | Sampdoria                            |       |       | 2     | 1     | 1     | 4     | 9      |
| 9º     | Bryan Robson         | Manchester United                    |       | 1     |       |       | 3     | 4     | 7      |
| 10º    | Klaus Allofs         | Colonia / Olympique Marsella         |       |       | 1     | 1     | 1     | 3     | 6      |
|        | Glenn Hysén          | IFK Göteborg / Fiorentina            |       |       |       | 3     |       | 3     | 6      |
| 12º    | Manuel Amoros        | Mónaco                               |       |       | 1     | 1     |       | 2     | 5      |
|        | Lothar Matthäus      | Bayern Múnich                        |       |       | 1     |       | 2     | 3     | 5      |
| 14º    | Anton Polster        | Austria Viena / Torino               |       | 1     |       |       |       | 1     | 4      |
|        | Mark Hateley         | Milan / Mónaco                       |       |       | 1     |       | 1     | 2     | 4      |
|        | Ian Rush             | Liverpool / Juventus                 |       |       |       | 2     |       | 2     | 4      |
| 17º    | Paul McGrath         | Manchester United                    |       |       | 1     |       |       | 1     | 3      |
|        | Jean Marie Pfaff     | Bayern Múnich                        |       |       | 1     |       |       | 1     | 3      |
|        | Pierre Littbarski    | Racing París / Colonia               |       |       |       | 1     | 1     | 2     | 3      |
|        | Aleksandr Zavarov    | Dinamo Kiev                          |       |       |       | 1     | 1     | 2     | 3      |
| 21º    | Rodion Cămătaru      | Dinamo Bucarest                      |       |       |       | 1     |       | 1     | 2      |
|        | Preben Elkjær Larsen | Verona                               |       |       |       | 1     |       | 1     | 2      |
|        | Gheorghe Hagi        | Sportul Studenţesc / Steaua Bucarest |       |       |       | 1     |       | 1     | 2      |
|        | Heinz Hermann        | Neuchâtel                            |       |       |       | 1     |       | 1     | 2      |
|        | Ally McCoist         | Glasgow Rangers                      |       |       |       | 1     |       | 1     | 2      |
|        | Józef Młynarczyk     | Porto                                |       |       |       | 1     |       | 1     | 2      |
|        | Peter Shilton        | Southampton / Derby County           |       |       |       | 1     |       | 1     | 2      |
|        | Peter Beardsley      | Newcastle / Liverpool                |       |       |       |       | 2     | 2     | 2      |
|        | Rinat Dasáyev        | Spartak Moscú                        |       |       |       |       | 2     | 2     | 2      |
| 30.º   | Alessandro Altobelli | Inter de Milán                       |       |       |       |       | 1     | 1     | 1      |
|        | Glenn Hoddle         | Tottenham Hotspur / Mónaco           |       |       |       |       | 1     | 1     | 1      |
|        | Sokol Kushta         | Flamurtari Vlorë                     |       |       |       |       | 1     | 1     | 1      |
|        | Dimitris Saravakos   | Panathinaikos                        |       |       |       |       | 1     | 1     | 1      |
|        | Rudi Völler          | Werder Bremen / Roma                 |       |       |       |       | 1     | 1     | 1      |

## Curiosidades
- Sokol Kushta se convierte en el primer jugador albanés en obtener algún punto en la clasificación final del Balón de Oro.